# Oxyopes jacksoni
Oxyopes jacksoni är en spindelart som beskrevs av Roger de Lessert 1915. Oxyopes jacksoni ingår i släktet Oxyopes och familjen lospindlar. Inga underarter finns listade i Catalogue of Life.